# Brigitte Kronauer
Compléments
Académie allemande pour la langue et la littérature
Brigitte Kronauer, née le 29 décembre 1940 à Essen dans le Reich allemand et morte le 22 juillet 2019 à Hambourg, est une écrivaine allemande.

## Biographie
Brigitte Kronauer grandit dans la région de la Ruhr et commence à écrire ses premières histoires quand elle est enfant, son père l'ayant poussée à s'exercer à écrire à cause de son écriture illisible. À l'âge de 16 ans, elle écrit des pièces radiophoniques et les envoie à des éditeurs. Elle étudie la germanistique ainsi que la pédagogie et travaille d'abord comme professeure à Aix-la-Chapelle et à Göttingen pendant plusieurs années.
Dans les années 1970 et 1980, elle a des contacts avec le magazine autrichien das pult et son éditeur Klaus Sandler. Son premier roman, Frau Mühlenbeck im Gehäus (1980) attire déjà beaucoup d'attention. Le roman Teufelsbrück de 2000 se déroule en partie à Arosa, où Kronauer passait régulièrement ses vacances. Brigitte Kronauer écrit régulièrement pour le magazine Konkret.
Brigitte Kronauer est membre de la Deutsche Akademie für Sprache und Dichtung depuis 1988 et remporte de nombreux prix littéraires, dont le Prix Georg-Büchner (2005). En 2011, elle donne des cours de poétique à Tübingen. La même année, elle reçoit le Prix de littérature bavaroise (Jean-Paul-Preis) en reconnaissance de son œuvre littéraire. Avec son roman Der Scheik von Aachen, elle est présélectionnée pour le Prix du Livre de Leipzig 2017.
La même année, elle reçoit le prix Thomas Mann et Martin Mosebach prononce le discours élogieux. Les fondateurs du prix font l'éloge de ses œuvres antérieures en les qualifiant d'« œuvres d'art du langage qui allient audace formelle et subtilité psychologique ». Kronauer est une « héritière de la grande tradition de Jean Paul » et elle possède « la capacité de former des équivalents avec le langage pour une réalité fragmentée à bien des égards, qui, sous ses mains, s'unit pour former une mélodie unique ».
Après une grave maladie, elle meurt le 22 juillet 2019 à l'âge de 78 ans.

### Vie privée
Brigitte Kronauer est mariée à l'historien de l'art et pédagogue Armin Schreiber.
Elle vit à Hambourg.

## Prix

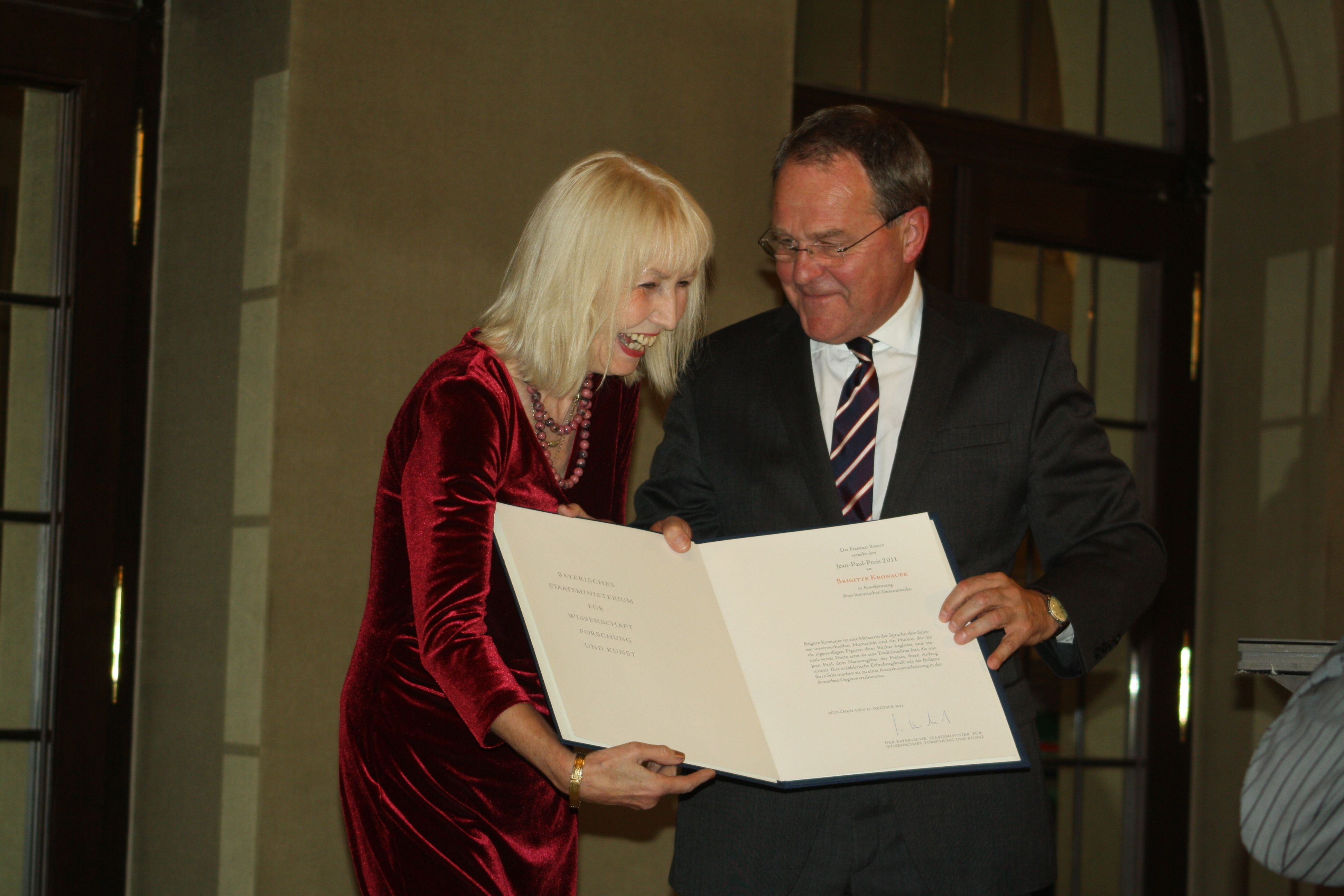
Remise du prix Jean-Paul-Preis en 2011.

Brigitte Kronauer a obtenu plusieurs prix :
- 1985 (de) Fontane-Preis de la ville de Berlin[8].
- 1987 (de) Preis der SWR-Bestenliste
- 1989 Prix Heinrich Böll[9].
- 1989 (de) Ida-Dehmel-Literaturpreis
- 1994 (de) Berliner Literaturpreis
- 1998 (de) Hubert-Fichte-Preis[8].
- 1998 (de) Joseph-Breitbach-Preis[10],[8].
- 2003 (de) Mörike-Preis[11].
- 2001 (de) Preis des ZDF/3-Sat und der Stadt Mainz (zurückgegeben)
- 2001 (de) Literaturpreis Ruhr
- 2003 (de) Grimmelshausen-Preis (pour Teufelsbrück)
- 2004 (de) Mörike-Preis de la ville de Fellbach
- 2004 (de) Vilenica-Preis
- 2005 Prix Georg-Büchner[12].
- 2005 (de) Literaturpreis de la ville de Brême (pour Verlangen nach Musik und Gebirge)
- 2005 (de) Georg-Büchner-Preis
- 2011 Jean-Paul-Preis
- 2013 (de) Samuel-Bogumil-Linde-Preis (avec Eustachy Rylski)
- 2016: Ordre bavarois de Maximilien pour la science et l'art
- 2017: Thomas Mann Prize (en)

## Ouvrages
Ses œuvres ne sont pas traduites en français.

### Romans
- Frau Mühlenbeck im Gehäus. Klett-Cotta, Stuttgart 1980,  (ISBN 3-12-904501-5); dtv, München 1984,  (ISBN 3-423-10356-6).
- Rita Münster. Klett-Cotta, Stuttgart 1983,  (ISBN 3-608-95218-7); dtv, München 1991,  (ISBN 3-423-11430-4).
- Berittener Bogenschütze. Klett-Cotta, Stuttgart 1986,  (ISBN 3-608-95420-1); dtv, München 2000,  (ISBN 3-423-11291-3).
- Die Frau in den Kissen. Klett-Cotta, Stuttgart 1990; dtv, München 1996,  (ISBN 3-423-12206-4).
- Das Taschentuch. Klett-Cotta, Stuttgart 1994,  (ISBN 3-608-93220-8); dtv, München 2001,  (ISBN 3-423-12888-7).
- Teufelsbrück. Klett-Cotta, Stuttgart 2000,  (ISBN 3-608-93070-1); dtv, München 2003,  (ISBN 3-423-13037-7).
- Verlangen nach Musik und Gebirge. Klett-Cotta, Stuttgart 2004,  (ISBN 3-608-93571-1); dtv, München 2006,  (ISBN 3-423-13511-5)[9].
- Errötende Mörder. Klett-Cotta, Stuttgart 2007,  (ISBN 978-3-608-93730-5); dtv, München 2010,  (ISBN 978-3-423-13898-7).
- Zwei schwarze Jäger. Klett-Cotta, Stuttgart 2009,  (ISBN 978-3-608-93885-2)[9]
- Gewäsch und Gewimmel. Klett-Cotta, Stuttgart 2013,  (ISBN 978-3-608-98006-6)[8].
- Der Scheik von Aachen. Klett-Cotta, Stuttgart 2016,  (ISBN 978-3-608-98314-2).

### Récits
- Die gemusterte Nacht. Erzählungen. Klett-Cotta, Stuttgart 1981,  (ISBN 3-12-904551-1); dtv, München 1989,  (ISBN 3-423-11037-6).
- Enten und Knäckebrot. Sieben Erzählungen. Klett-Cotta, Stuttgart 1988.
- Schnurrer. Geschichten. Klett-Cotta, Stuttgart 1992,  (ISBN 3-608-95852-5); dtv, München 2002,  (ISBN 3-423-12976-X).
- Hin- und herbrausende Züge. Erzählungen, Klett-Cotta, Stuttgart 1993,  (ISBN 3-608-93286-0).
- Die Wiese. Erzählungen. Reclam, Stuttgart 1993,  (ISBN 3-15-008921-2).
- Die Einöde und ihr Prophet. Über Menschen und Bilder. Erzählungen und Essays. Klett-Cotta, Stuttgart 1996,  (ISBN 3-608-93406-5).
- Die Tricks der Diva. Geschichten. Reclam, Stuttgart 2004,  (ISBN 3-15-018334-0) (darin: Dri Chinisin).
- Frau Melanie, Frau Martha und Frau Gertrud. Drei Erzählungen. Suhrkamp, Frankfurt am Main 2005,  (ISBN 3-518-22397-6).
- Die Kleider der Frauen. Geschichten. Reclam, Stuttgart 2008,  (ISBN 978-3-15-018542-1).
- Die Tricks der Diva. Reclam, Stuttgart 2010,  (ISBN 978-3-15-020212-8).
- Im Gebirg. Mit Original-Flachdruckgrafiken von Gosia Machon. Édition Büchergilde. Frankfurt am Main 2011,  (ISBN 978-3-940111-81-4).

### Pièce radiophonique
- Herr Hagenbeck hirtet[13], Hessischer Rundfunk, Norddeutscher Rundfunk 2014.

### Divers
- Der unvermeidliche Gang der Dinge. Ibnassus-Presse im Verlag Schlender, Göttingen 1974,  (ISBN 3-88051-000-8)
- Die Revolution der Nachahmung. Schlender, Göttingen 1975,  (ISBN 3-88051-004-0)
- Vom Umgang mit der Natur. Dreibein, Hamburg 1977,  (ISBN 3-921856-01-9)
- Aufsätze zur Literatur. Klett-Cotta, Stuttgart 1987,  (ISBN 3-608-95512-7)
- Literatur und schöns Blümelein. Essay. Literaturverlag Droschl, Graz 1993,  (ISBN 3-85420-334-9)
- Die Lerche in der Luft und im Nest. Zu Literatur und Kunst. Essay. Aufbau, Berlin 1995,  (ISBN 3-351-02819-9)
- Kulturgeschichte der Missverständnisse. Studien zum Geistesleben (mit Eckhard Henscheid und Gerhard Henschel). Essays. Reclam, Stuttgart 1997,  (ISBN 3-15-010427-0)
- Wo die Welt zu Ende und verriegelt ist. In: Ueli Haldimann (Hrsg.): Hermann Hesse, Thomas Mann und andere in Arosa – Texte und Bilder aus zwei Jahrhunderten. AS Verlag und Buchkonzept AG, Zürich 2001,  (ISBN 3-905111-67-5), S. 169–172
- Zweideutigkeit. Essays und Skizzen. Klett-Cotta, Stuttgart 2002,  (ISBN 3-608-93334-4)
- Kleine poetologische Autobiographie. In: Sprache im technischen Zeitalter, Nr. 171, 2004
- Feuer und Skepsis. Einlesebuch. Klett-Cotta, Stuttgart 2005,  (ISBN 3-608-93728-5)
- Die Feder des Hyazintharas. Drei Texte über Tiere. Keicher, Warmbronn 2006,  (ISBN 3-938743-28-X)
- Die Sprache von Zungen- und Sockenspitze. 6 Texte zu Bildern. Keicher, Warmbronn 2008,  (ISBN 978-3-938743-62-1)
- Favoriten. Aufsätze zur Literatur. Klett-Cotta, Stuttgart 2010,  (ISBN 978-3-608-93899-9)
- (mit Otto A. Böhmer) Wirkliches Leben und Literatur. Swiridoff, Künzelsau 2012,  (ISBN 978-3-89929-252-7)
- Mit Rücken und Gesicht zur Gesellschaft (Über Avantgardismus/Über Politik in der Literatur), in: Dichtung für alle, Wiener Ernst-Jandl-Vorlesungen zur Poetik, Haymon Verlag, Innsbruck-Wien 2013,  (ISBN 978-3-7099-7068-3), S. 73 - 132
- Die Augen sanft und wilde. Balladen, Reclam, Stuttgart 2014,  (ISBN 978-3-15-010995-3).
- Poesie und Natur/Natur und Poesie. Aufsätze. Klett-Cotta, Stuttgart 2015,  (ISBN 978-3-608-98303-6).